# August von Krempelhuber
August von Krempelhuber (Múnich, 14 de septiembre de 1813 - 2 de octubre de 1882 ) fue un algólogo, micólogo, liquenólogo, botánico, silvicultor alemán.

## Biografía
Aborigen de Múnich, nació en una familia de la nobleza, estudió silvicultura en la Universidad de Múnich. A través de su obra en el sector forestal, desarrolló un interés en líquenes, publicando numerosos artículos posteriormente en el campo de la liquenología. Viajó extensamente en toda Europa, y sabía varios idiomas, incluido latín y griego clásico. Su análisis incluyó especies de líquenes de ambos locales europeas y exóticas (Argentina, Brasil, Nueva Zelanda, et al.)
A través de su recolección y evaluación de la literatura liquenológica (hasta 1871), hizo avances con el fin de establecer fuera de la nomenclatura confusa situación que existía en ese momento. Entre sus obras escritas es  Geschichte und Literatur der lichenology , un libro sobre la historia y la literatura de liquenología desde la antigüedad hasta el año 1865.
Su colección de cerca de 20.000 ejemplares se guarda ahora en el Colección Botánica de la ciudad de Munich (Botanische Staatssammlung München.

## Reconocimientos
- 1879: Miembro de la Academia Nacional de Ciencias de Córdoba

## Eponimia
Género de fungi
- Krempelhuberia A.Massal. 1854[3] nom. rej. sin. Pseudographis Nyl. 1855, nom. cons.

Especies de fungi
- Buellia krempelhuberi Zahlbr. 1931, nom. nov.
- Cladonia krempelhuberi (Vain.) Zahlbr. 1926 ≡ Cladonia verticillata var krempelhuberi Vain. 1894
- Coniangium krempelhuberi A.Massal. 1855 ≡ Arthonia patellulata Nyl. 1853
- Involucrothele krempelhuberi Servít, 1953
- Lecanora krempelhuberi Schaer. 1851 ≡ Lecanora cenisia Ach. 1810
- Lecanora krempelhuberi Jatta, 1900 nom. illeg. ≡ Aspicilia verruculosa Kremp. 1861
- Ocellularia krempelhuberi Zahlbr. 1923, nom. nov.
- Pertusaria krempelhuberi Müll.Arg. 1896 ≡ Pertusaria circumcincta Stirt. 1875
- Phaeotrema krempelhuberi Redinger, 1936 ≡ Redingeria krempelhuberi (Redinger) Frisch, 2006
- Scutula krempelhuberi Körb. 1865
- Trypethelium krempelhuberi Makhija & Patw. 1992
- Umbilicaria krempelhuberi Müll.Arg. 1889
- Usnea krempelhuberi Motyka, 1938 ≡ Usnea steineri aut=Zahlbr. 1909
- Verrucaria krempelhuberi Lindau, 1913 ≡ Verrucaria pinguicula A.Massal. 1856